# Heteranthemis viscidehirta
Heteranthemis viscidehirta é uma espécie de planta com flor pertencente à família Asteraceae. 
A autoridade científica da espécie é Schott, tendo sido publicada em Isis oder encyclopädische Zeitung von Oken 1818(5): 822, f. 5. 1818.

## Portugal
Trata-se de uma espécie presente no território português, nomeadamente em Portugal Continental.
Em termos de naturalidade é nativa da região atrás indicada.

## Protecção
Não se encontra protegida por legislação portuguesa ou da Comunidade Europeia.